# Alessandro Trotter
Alessandro Trotter (Údine, 26 de julio de 1874–Vittorio Veneto, 22 de julio de 1967) fue un botánico, micólogo, pteridólogo, y entomólogo italiano, un pionero en cecidología, el estudio de las agallas.

Su primera obra en cecidología es anterior de 1897 (cuando tenía 21 años) reportando 124 agallas, de los cuales 21 eran causados por eriofidos. Trotter viajó alrededor de Italia entre 1899 a 1909 describiendo 742 agallas en 20 artículos. A los 28 fundó una revista llamada Marcella en honor de Marcello Malphigi quien impulsó la cecidología. Más tarde fue profesor de Fitopatología en la Universidad de Nápoles y escribió más de 400 publicaciones con cerca de 110 en agallas. Describe varias nuevas especies de Cynipidae y de Cecidomyiidae, algunas con Jean-Jacques Kieffer (1857-1925) .
Alessandro Trotter era yerno de Pier Andrea Saccardo (1845-1920).

## Obra
- Flora Italica Cryptogamica. Pars I: Fungi. Fasc. IV. Uredinales (Genera: Uromyces et Puccinia). 144 pp. 1908
- Sylloge Fungorum 23: i-xxxii, 1026 pp. 1925
- Sylloge Fungorum 24 (1): 1-703. 1926
- Sylloge Fungorum 24 (2): 704-1438. 1928

## Honores

### Epónimos
Especies
- (Apiaceae) Cymopterus trotteri (S.L.Welsh & Goodrich) Cronquist[2]
- (Apiaceae) Oreoxis trotteri S.L.Welsh & Goodrich[3]
- (Menispermaceae) Fibraurea trotteri (Watt[4]

- La abreviatura «Trotter» se emplea para indicar a Alessandro Trotter como autoridad en la descripción y clasificación científica de los vegetales.[5]